# Beau Geste (roman)
Pour les articles homonymes, voir Beau Geste.
Beau Geste est un roman de l'écrivain britannique Percival Christopher Wren, et a été publié en 1924.

## Résumé
Alors qu'un officier de la Légion étrangère française et ses hommes approchent de l'un des forts de la Légion dans le désert du Sahara, il est étonné de voir les hommes du fort immobiles sur les créneaux. Ils sont tous morts.
La suite du roman est le récit des aventures de trois frères anglais (Michael "Beau", Digby (son jumeau) et John), engagés dans la Légion et qui se trouvaient dans ce fort (à l'exception de Digby qui arrive avec la colonne de secours). Ils vivaient dans une riche famille avec leur tante, deux nièces (Claudia et Isobel) et leur cousin (Augustus) jusqu'au jour où le joyau (Blue Water) de la famille disparaît et le voleur doit être l'un d'entre eux. Beau décide de fuir et de s'engager dans la Légion étrangère en France en laissant entendre que c'est lui le responsable. Ses frères vont le suivre.
La fin du roman explique le titre qui est un jeu de mots avec le surnom du personnage principal, "Beau Geste".

## Suites et analyse
Le succès du roman a conduit Wren à publier d’autres livres mettant en scène les protagonistes de l’histoire, Beau Sabreur, Beau Ideal, Good Gestes (collection d'histoires courtes sur les trois frères Geste par la plupart) et Spanish Maine. Le cycle de 5 romans — souvent erronément qualifié de trilogie — est écrit de sorte que la dernière histoire s’achève là où le premier roman commence.
Ce roman illustre la fascination que la Légion étrangère française a exercé sur l'imaginaire britannique : une armée qui accepte tous les hommes, quelle que soit leur nationalité ou leur passé, et qui suscite un dévouement sans faille et des actes d'héroïsme chez ses soldats reconnaissants envers leur nouvelle patrie.